# Patrick Queen
Patrick Queen (geboren am 13. August 1999 in Ventress, Louisiana) ist ein US-amerikanischer American-Football-Spieler auf der Position des Linebackers. Er spielte College Football für die Louisiana State University. Seit 2024 steht Queen bei den Pittsburgh Steelers in der National Football League (NFL) unter Vertrag. Zuvor spielte er vier Jahre lang für die Baltimore Ravens, die ihn in der ersten Runde des NFL Draft 2020 ausgewählt hatten.

## College

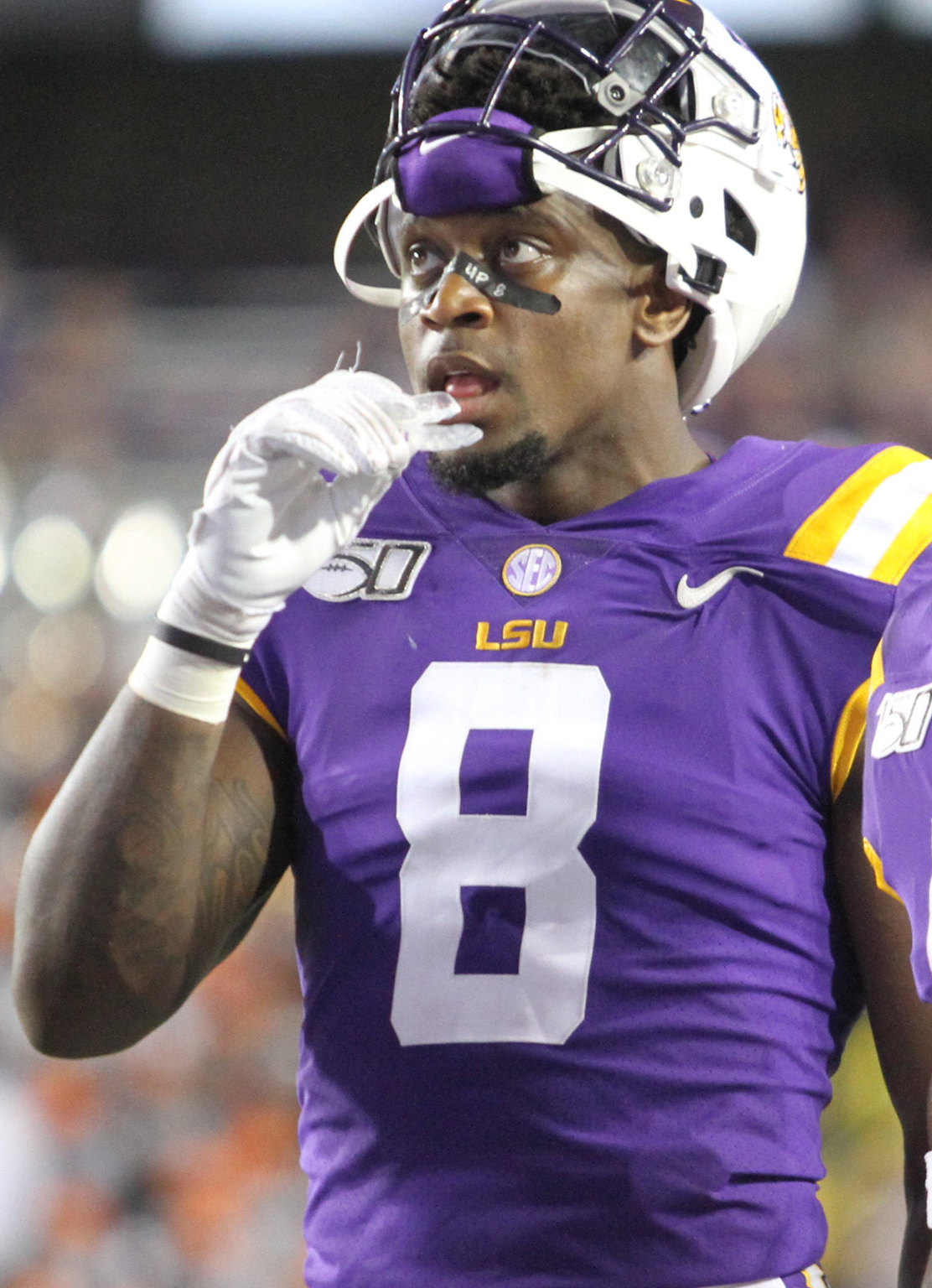
Patrick Queen bei den LSU Tigers (2019)

Queen besuchte die Livonia High School nahe New Orleans, Louisiana, und spielte dort erfolgreich als Runningback und als Linebacker. Anschließend ging er auf die Louisiana State University (LSU), wo er von 2017 bis 2019 für die LSU Tigers spielte. Dort wurde er als Freshman zunächst in den Special Teams und vereinzelt als Linebacker eingesetzt. In der Saison 2018 war er Backup für Devin White, der dabei sein Mentor war. In den letzten drei Spielen der Saison spielte Queen als Starter auf der Position des Outside Linebackers. Zu Beginn der Spielzeit 2019 konkurrierte er mit Jacob Phillips und Michael Divinity um den Platz als Linebacker in der Startaufstellung, bevor er ab dem 4. Spieltag schließlich einen Stammplatz sichern konnte. Insgesamt erzielte Queen in der Saison 85 Tackles, davon zwölf für Raumverlust, drei Sacks und eine Interception.
Mit den Tigers erreichte er das College Football Playoff National Championship Game, das LSU mit 42:25 gegen Clemson gewann. Queen wurde als Defensive MVP des Spiels ausgezeichnet, er war für acht Tackles, davon zweieinhalb für Raumverlust, sowie einen halben Sack verantwortlich. Im Anschluss an den Gewinn der nationalen Meisterschaft gab Queen bekannt, sich für den NFL Draft anzumelden.

## NFL
Queen wurde im NFL Draft 2020 in der 1. Runde an 28. Stelle von den Baltimore Ravens ausgewählt. Er gab sein NFL-Debüt in Woche 1 gegen die Cleveland Browns und konnte beim 38:6-Sieg der Ravens acht Tackles sowie einen Sack erzielen, außerdem erzwang er einen Fumble. Im Spiel gegen die Cincinnati Bengals am 5. Spieltag konnte Queen einen Fumble verursachen und sichern, zudem trug er im vierten Viertel den Ball nach einem von Marlon Humphrey verursachten Fumble über 53 Yards in die Endzone und erzielte damit seinen ersten Touchdown in der NFL. Für seine Leistung wurde Queen als AFC Defensive Player of the Week ausgezeichnet. Gegen Andy Dalton von den Dallas Cowboys gelang ihm am 13. Spieltag seine erste Interception in der NFL. Bei der Wahl zum Defensive Rookie of the Year wurde er Dritter hinter Chase Young und Jeremy Chinn. Queens vielversprechendem ersten Jahr in der Liga folgte eine durchwachsene zweite Saison, in der er die in ihn als Erstrundenpick gesetzten Erwartungen nicht erfüllen konnte.
Mit 117 Tackles, 5,0 Sacks, zwei Interceptions und sechs verteidigten Pässen stellte Queen 2022 jeweils neue Karrierebestwerte auf. Dennoch zogen die Ravens nach der Saison die Fifth-Year-Option seines Rookievertrags nicht. Zuvor hatte das Team während der Saison Linebacker Roquan Smith per Trade verpflichtet und dessen Vertrag später verlängert. Queen spielte 2023 seine bis dahin beste Saison. Er erzielte 133 Tackles, 3,5 Sacks, eine Interception, einen erzwungenen und einen eroberten Fumble. Queen wurde erstmals in den Pro Bowl sowie zum second-team All-Pro gewählt. In seinen vier Jahren für Baltimore verpasste er kein Spiel und stand in allen 67 Partien als Starter auf dem Feld.
Im März 2024 unterschrieb Queen einen Dreijahresvertrag im Wert von 41 Millionen Dollar bei den Pittsburgh Steelers.

### NFL-Statistiken
| Saison                             | Saison | Spiele | Spiele      | Tackles | Tackles | Tackles | Tackles | Interceptions | Interceptions | Interceptions | Interceptions | Interceptions | Fumbles | Fumbles | Fumbles |
| Jahr                               | Team   | Spiele | als Starter | Gesamt  | Solo    | Ast     | Sacks   | PD            | INT           | Yds           | Lng           | TD            | FF      | FR      | TD      |
| ---------------------------------- | ------ | ------ | ----------- | ------- | ------- | ------- | ------- | ------------- | ------------- | ------------- | ------------- | ------------- | ------- | ------- | ------- |
| 2020                               | BAL    | 16     | 16          | 106     | 66      | 40      | 3,0     | 2             | 1             | 0             | 0             | 0             | 2       | 2       | 0       |
| 2021                               | BAL    | 17     | 17          | 98      | 68      | 30      | 2,0     | 1             | 0             | 0             | 0             | 0             | 1       | 1       | 0       |
| 2022                               | BAL    | 17     | 17          | 117     | 79      | 38      | 5,0     | 6             | 2             | 11            | 11            | 0             | 1       | 2       | 0       |
| 2023                               | BAL    | 17     | 17          | 133     | 84      | 49      | 3,5     | 6             | 1             | 21            | 21            | 0             | 1       | 1       | 0       |
| 2024                               | PIT    | 17     | 17          | 129     | 65      | 64      | 1,0     | 7             | 0             | 0             | 0             | 0             | 2       | 1       | 0       |
| Gesamt                             | Gesamt | 84     | 84          | 583     | 362     | 221     | 14,5    | 22            | 4             | 32            | 21            | 0             | 7       | 7       | 0       |
| Quelle: pro-football-reference.com |        |        |             |         |         |         |         |               |               |               |               |               |         |         |         |